# Liparetrus ithonus
Liparetrus ithonus är en skalbaggsart som beskrevs av Britton 1980. Liparetrus ithonus ingår i släktet Liparetrus och familjen Melolonthidae. Inga underarter finns listade i Catalogue of Life.